# Seznam čilenskih politikov
Seznam čilenskih politikov.

## A
Ricardo Fonseca Agüayo - Isabel Allende - Salvador Allende - Arturo Alessandri - Jorge Alessandri - Clodomiro Almeyda - Soledad Alvear - Luis Ayala - Patricio Aylwin Azócar (1918-2016)

## B
Michelle Bachelet (Verónica Michelle Bachelet) - José Manuel Balmaceda - José Rafael Balmaceda - Manuel Baquedano - Luis Barros Borgoño - Emilio Bello Codesido - Bartolomé Blanche - Gabriel Boric Font - Manuel Bulnes Pinto -

## C
Luis Corvalán (1916-2010) gen. sekretar KP Čila 1958-90  

## D
Carlos Dávila

## E
Agustín Edwards Mac-Clure - Fernando Errázuriz Aldunate - Federico Errázuriz Echaurren - Federico Errázuriz Zañartu - Miguel Enríquez Espinosa - Manuel Blanco Encalada - Agustín Eyzaguirre

## F
Elías Fernández Albano - Maya Fernández - Emiliano Figueroa - Fernando Flores - Eduardo Frei Montalva - Eduardo Frei Ruiz-Tagle

## G
Guido Girardi - Alejandro Guillier (sociolog)

## H
Tomás Hirsch - 

## I
José Miguel Insulza Salinas (1943) 

## K
José Antonio Kast -

## L
Ricardo Lagos - Joaquín Lavín - Orlando Letelier - Ramón Barros Luco

## M
Gladys Marín - Evelyn Matthei - Juan Francisco Meneses - Jorge Montt - Carlos Montes Cisternas - Manuel Montt - Pedro Montt

## O
Bernardo O'Higgins - Manuel Ossandón - José Tomás Ovalle

## P
José Joaquín Pérez - Sebastián Piñera - José Piñera Echenique (ekonomist) - Augusto Pinochet - Aníbal Pinto - Francisco Antonio Pinto - Diego Portales - Carlos Prats - José Joaquín Prieto -

## R
Germán Riesco - Laura Rodríguez - Giuseppe Rondizzoni - Francisco Ruiz-Tagle

## S
Juan Luis Sanfuentes - Domingo Santa María - Rafael Sotomayor Gaete

## T
Guillermo Teillier

## V
Gabriel Valdés Subercaseaux - Francisco Ramón Vicuña - Gabriel Gonzáles Videla - 

## Z
Adolfo Zaldivar - Aníbal Zañartu